# العلاقات الألبانية البريطانية
العلاقات الألبانية البريطانية هي العلاقات الثنائية التي تجمع بين ألبانيا والمملكة المتحدة.

## مقارنة بين البلدين
هذه مقارنة عامة ومرجعية للدولتين:
| وجه المقارنة                                              | ألبانيا                                                    | المملكة المتحدة                 |
| --------------------------------------------------------- | ---------------------------------------------------------- | ------------------------------- |
| المساحة (كم2)                                             | 28.75 ألف                                                  | 242.50 ألف                      |
| عدد السكان (نسمة)                                         | 3.02 مليون                                                 | 66.02 مليون                     |
| الكثافة السكانية (ن./كم²)                                 | 105.04                                                     | 272.25                          |
| العاصمة                                                   | تيرانا                                                     | لندن                            |
| اللغة الرسمية                                             | اللغة الألبانية                                            | لغة إنجليزية، اللغة الويلزية    |
| العملة                                                    | ليك ألباني                                                 | جنيه إسترليني                   |
| الناتج المحلي الإجمالي (بليون دولار)                      | 13.04 مليار                                                | 2.62 تريليون                    |
| الناتج المحلي الإجمالي (تعادل القوة الشرائية) بليون دولار | 33.17 مليار                                                | 2.72 تريليون                    |
| الناتج المحلي الإجمالي الاسمي للفرد دولار أمريكي          | 3.94 ألف                                                   | 43.88 ألف                       |
| الناتج المحلي الإجمالي للفرد دولار أمريكي                 | 11.11 ألف                                                  | 40.23 ألف                       |
| مؤشر التنمية البشرية                                      | 0.764                                                      | 0.907                           |
| رمز المكالمات الدولي                                      | +355                                                       | +44                             |
| رمز الإنترنت                                              | .al                                                        | .uk، .gb                        |
| المنطقة الزمنية                                           | توقيت وسط أوروبا، ت ع م+01:00، ت ع م+02:00، أوروبا/تيرانا ‏ | توقيت غرينيتش، توقيت غرب أوروبا |

## منظمات دولية مشتركة
يشترك البلدان في عضوية مجموعة من المنظمات الدولية، منها:
| علم المنظمة | اسم المنظمة                               | تاريخ انضمام ألبانيا | تاريخ انضمام المملكة المتحدة |
| ----------- | ----------------------------------------- | -------------------- | ---------------------------- |
|             | منظمة التجارة العالمية                    | ?                    | 1995                         |
|             | الأمم المتحدة                             | 14 ديسمبر 1955       | 24 أكتوبر 1945               |
|             | حلف شمال الأطلسي                          | 1 أبريل 2009         | 4 أبريل 1949                 |
|             | الاتحاد الدولي للاتصالات                  | 2 يونيو 1922         | 24 فبراير 1871               |
|             | مجلس أوروبا                               | ?                    | 5 مايو 1949                  |
|             | يونسكو                                    | 16 أكتوبر 1958       | 4 نوفمبر 1946                |
|             | المنظمة الأوروبية لسلامة الملاحة الجوية   | 2002                 | 1960                         |
|             | الاتحاد البريدي العالمي                   | ?                    | ?                            |
|             | مؤسسة التنمية الدولية                     | 15 أكتوبر 1991       | 24 سبتمبر 1960               |
|             | منظمة حظر الأسلحة الكيميائية              | ?                    | ?                            |
|             | وكالة ضمان الاستثمار متعدد الأطراف        | 15 أكتوبر 1991       | 12 أبريل 1988                |
|             | منظمة الشرطة الجنائية الدولية             | ?                    | ?                            |
|             | مؤسسة التمويل الدولية                     | 15 أكتوبر 1991       | 20 يوليو 1956                |
|             | البنك الدولي للإنشاء والتعمير             | 15 أكتوبر 1991       | 27 ديسمبر 1945               |
|             | منظمة الأمن والتعاون في أوروبا            | 19 يونيو 1991        | 25 يونيو 1973                |
|             | المركز الدولي لتسوية المنازعات الاستشارية | 14 نوفمبر 1991       | 18 يناير 1967                |

## وصلات خارجية
- موقع وزارة الخارجية الألبانية
- موقع وزارة الخارجية البريطانية